# Pàgines web de streaming
Les pàgines web de streaming són plataformes web que es dediquen al subministrament de dades en temps real. La paraula streaming es refereix a una transmissió contínua on, a través d'una xarxa d'ordinadors, l'usuari pot consumir el producte al mateix temps que es descarrega. Aquesta tecnologia funciona mitjançant un búfer de dades que va emmagatzemant el material de la transmissió a l'estació de l'usuari per poder-lo reproduir al mateix temps.
Els materials més comuns que es pugen i es transmeten en aquests dominis, són arxius d'àudio i vídeo. El contingut generat per usuaris o cedit per empreses, pot tenir la finalitat d'interacció amb l'audiència, si és d'una transmissió sense ànim de lucre, o d'establir un model de negoci que converteixi la transmissió del contingut en un potencial benefici.
Cada plataforma de streaming té un públic objectiu que condiciona la temàtica dels seus vídeos. Poden especialitzar-se en videojocs, com ara TwitchTV Arxivat 2014-03-19 a Wayback Machine., esports, com LiveTV o també en diverses temàtiques com ara JustinTV o Youtube. Tanmateix, el paper que poden desenvolupar els usuaris en cada web és diferent. No totes les webs dedicades a l'streaming permeten el contingut dels usuaris. Depenent de l'audiència potencial que es vulgui captar, les plataformes poden optar només per la retransmissió d'esteveniments gràcies l'obtenció convènis, o també poden crear un equilibri entre la tranmissió d'esteveniments puntuals i el patrocini d'usuaris que hagin aconseguit fer-se un lloc amb el seu canal.

## Creació d'un canal
Totes les plataformes de streaming funcionen gràcies a una sèrie de canals, que ofereixen un ventall de programació relacionat amb alguna de les temàtiques proposades pel domini. Els canals destacats són valor segur a temps parcial pel qual han apostat els administradors, mentre que els streamers, cobreixen la resta de temps d'emissió amb la creació constant de contingut. Cada streamer pot fer servir el seu canal per al que vulgui sempre que aquest encaixi dins de la temàtica proposada per la pàgina web; tutorials, entreteniment, contingut periodístic, etc.

## Requisits
Perquè un usuari pugui fer un stream, necessita un conjunt de recursos tècnics que li permetin enregistrar i pujar els seus arxius en temps real.

### Explicació bàsica
Els requisits bàsics són: una connexió a internet configurada per tenir una bona velocitat de pujada, un sistema operatiu compatible amb els programes de transmissió, components adequats perquè l'ordinador sigui capaç de processar i enviar els arxius al mateix temps i un programa especialitzat amb el qual realitzarem l'enregistrament i la transmissió.

#### Programes especialitzats
Cada plataforma de streaming té uns programes insígnia, perquè els usuaris puguin desenvolupar la seva tasca. Aquests softwares permeten als potencials streamers la possibilitat de configurar, decorar i organitzar el seu canal com ells creguin convenient, de manera que els dominis només s'hagin d'encarregar crear les bases per una bona connexió entre els streamers i els espectadors. Alguns dels programes que més s'utilitzen són: OBS (Open Broadcasting Software), Xplit, Wirecast o Evolve Arxivat 2014-03-22 a Wayback Machine..

### Explicació avançada

#### Requisits mínims del sistema per fer l'streaming
- Pentium Core 2 Duo 2 GHz o més[5]
- 4GB RAM
- 700Kbps de velocitat de pujada
- Targeta de vídeo dedicada de 256MB VRAM
- Windows XP / Vista
- Mac OS X 10.5 o més recent (v20.0.89)
- Mac OS X 10.6 o més recent (v20.2.0)

#### Requisits del sistema recomanats per fer l'streaming
- Quad Core CPU
- 4GB RAM
- 1500Kbps de velocitat de pujada
- Targeta de vídeo dedicada de 512MB VRAM
- Windows Vista / Windows 7
- Mac OS X 10.5 o més recent (v20.0.89)
- Mac OS X 10.6 o més recent (v20.2.0)

#### Requisits òptims per fer HD Multi-Bitrate l'Streaming
- Quad Core i7-2600 series CPU o millor
- 8GB RAM
- 5Mbps de velocitat de pujada o superior
- Targeta de vídeo dedicada de, 512MB VRAM
- Windows Vista / Windows 7